# Sträckräkning

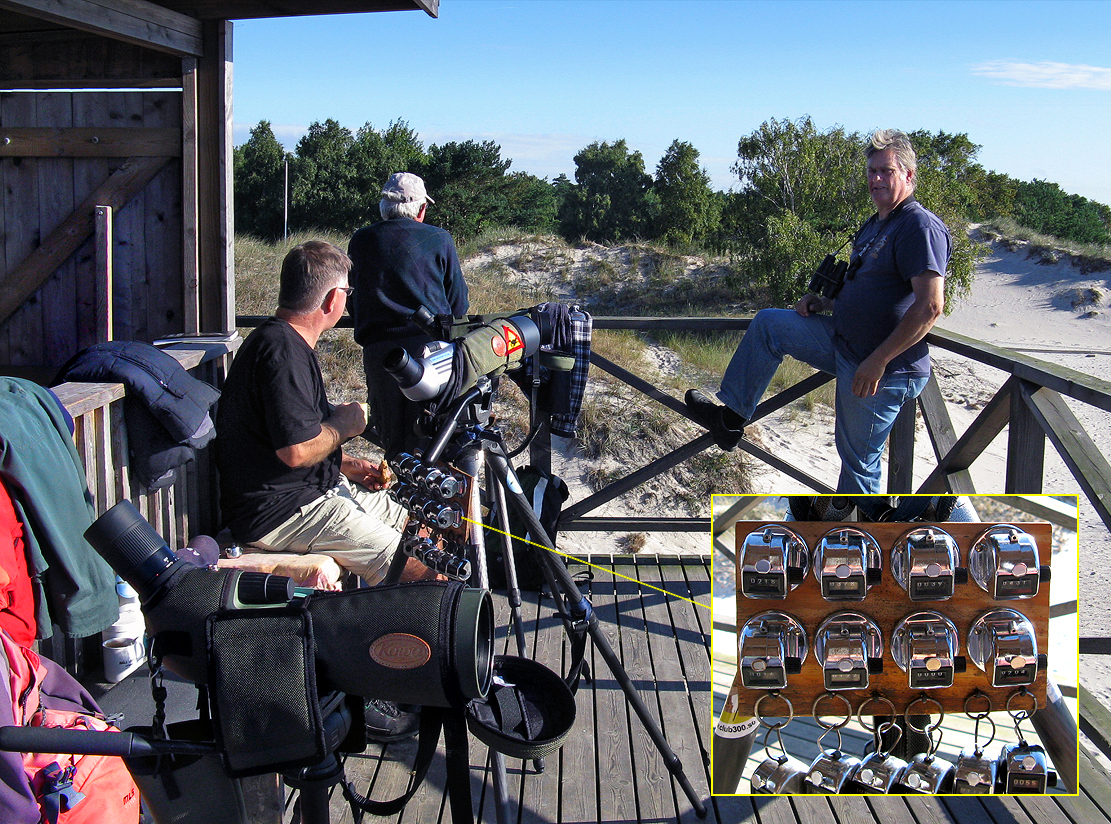
Ornitologer tar en paus under sträckräkning vid Sandhammarens fågeltorn. På den infällda bilden syns den typ av räkneverk, ibland kallade klickräknare, som många sträckräknare använder. En räknare för var art av de mest förekommande.

Sträckräkning är inom ornitologin en form för räkning av migrerande fåglar. Räkning av fåglar görs året runt och överallt, men för de ornitologer som ägnar sig åt sträckräkning är det vårsträcken och höststräcken som är årets höjdpunkter. Med vårsträck menas när flyttfåglar passerar en lokal på väg till sina häckningsområden, med höststräck menas när de flyger till sina vinterlokaler.
Sträckräkning utförs nästan alltid längs kusten och på platser (lokaler) där det sedan århundraden är känt att stora antal av fåglar passerar. Det är i första hand sjöfågel och vadare som i tusental passerar längs kusten, men så långt det är möjligt, oavsett lokal och årstid, räknas alla arter som observeras. Forskare har länge försökt att skapa olika beräkningsmodeller för att räkna fåglar, och debatt råder om de bästa vetenskapliga metodernas tillförlitlighet. Fältornitologer som räknar fågelsträck längs hav, stora flockar som rastar på åker, i träd eller på vatten, använder sig av enkla tekniker som individuellt förfinas och med åren av rutin blir mycket säkra. 

## Räknetekniker
Vid mindre antal, upp till några hundratals individer under ett sträckräkningstillfälle, kan man räkna på individnivå. Ibland använder man räkneverk, exempelvis en klickräknare - en för varje art, och sedan klickar man av individerna när de passerar.
Att räkna, eller uppskatta antalet individer i mindre eller större småflockar om 10-50-100 individer som flyger förbi, är lätt för en erfaren räknare, utan att direkt räkna. Utifrån flockens täthet och yta kan man uppskatta antal individer och på så små flockar ligger det uppskattade antalet mycket nära det faktiska. Det genom uppskattning erhållna antalet, avrundas alltid nedåt. 
Målet är att så precist det går, räkna var och en, men när det gäller riktigt stora flockar, som i tät följd passerar, är detta ej möjligt. 

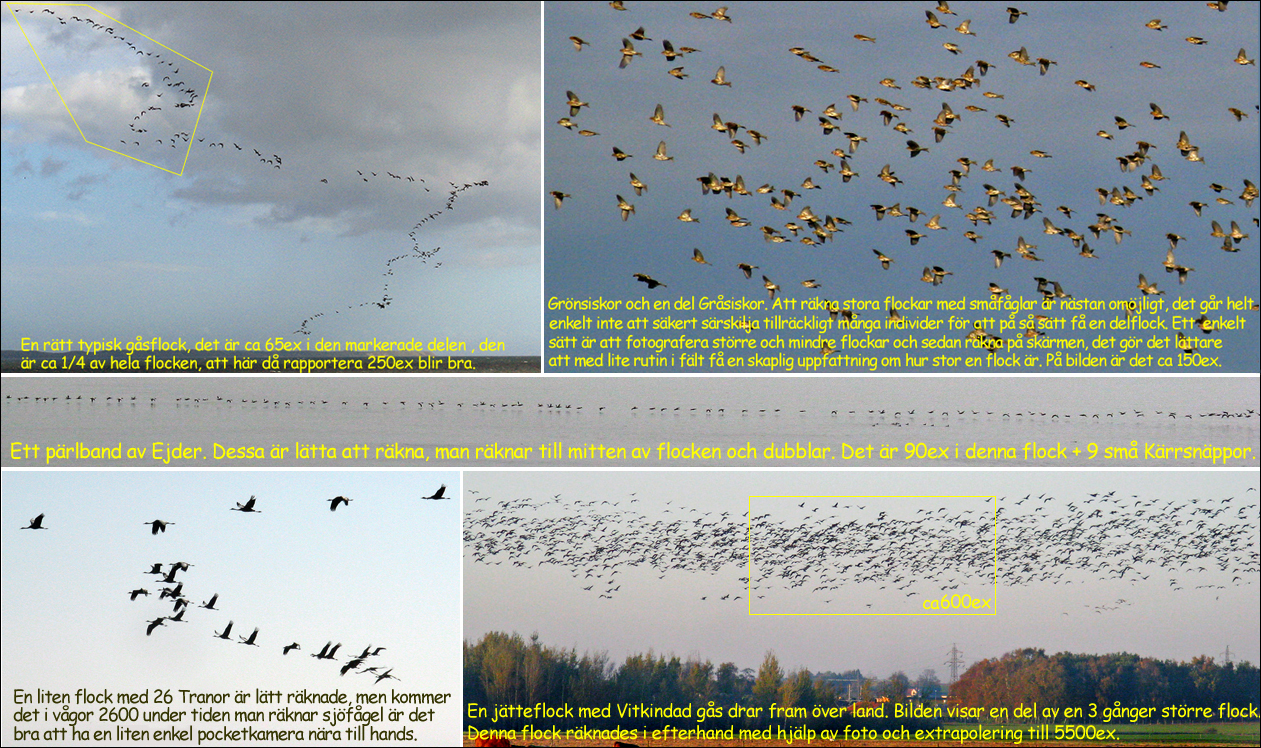
Några exempel på räkneteknik.

Den mest använda tekniken bland fågelräknare är att beräkna antalet i en mindre del av en stor flock, och sedan extrapolera detta på hela flocken. Enkelt uttryckt: om antalet är 100 exemplar inom en viss yta och flocken i storlek motsvarar 10 lika stora ytor, är antalet 1000 individer. Att beakta är att långt ifrån alla fågelsträck är linjära, djupet i en flock är svårt att uppskatta, dels beroende på stor distans till flocken, dels  den optiska komprimering av bilddjupet som både handkikare och tubkikare ger. 
Här kommer erfarenheter av att se stora flockar lösas upp, stiga och falla till nytta. Blandflockar är svårast att räkna, olika arter och antal, juveniler och adulta, honor och hanar, helst ska allt rapporteras så exakt det går. Dagar då det är ett riktigt bra sträck kan det vara 20-30 olika arter att hålla rätt på. Flyghastigheten beroende på art och vindriktning ligger mellan  40 och 100 km/tim och kräver att den som räknar snabbt får totalblick över flocken. 
Faktorer som alltid finns med i bilden och försvårar räkning, är distans, vindriktning, temperatur, ljus och sikt som växlar. Två flockar är inte lika och rutin krävs för att snabbt avgöra och värdera vad som observeras, fatta beslut om att lägga till eller dra ifrån, så att art och antal blir rätt. Stora rastande flockar, typ sidensvansar i träd, gäss på ett fält eller andfåglar på vatten, alltså fåglar som är stilla, är avsevärt lättare att räkna. Att fotografera är ett bra komplement till den visuella räkningen i fält, väl hemma kan man räkna på datorskärmen, en och en, eller med extrapoleringstekniken. Det är av yttersta vikt att de rapporterade antalen aldrig överstiger det faktiska. Här har ornitologerna ett stort ansvar. Rapporterna ska kunna användas av forskare, både nationellt och internationellt. Uppgifterna måste därför vara tillförlitliga.
Vanligaste felet när man uppskattar antal är att man underskattar, och denna feluppskattningen ökar oftast med antalet.

## Sträckräkning i Sverige

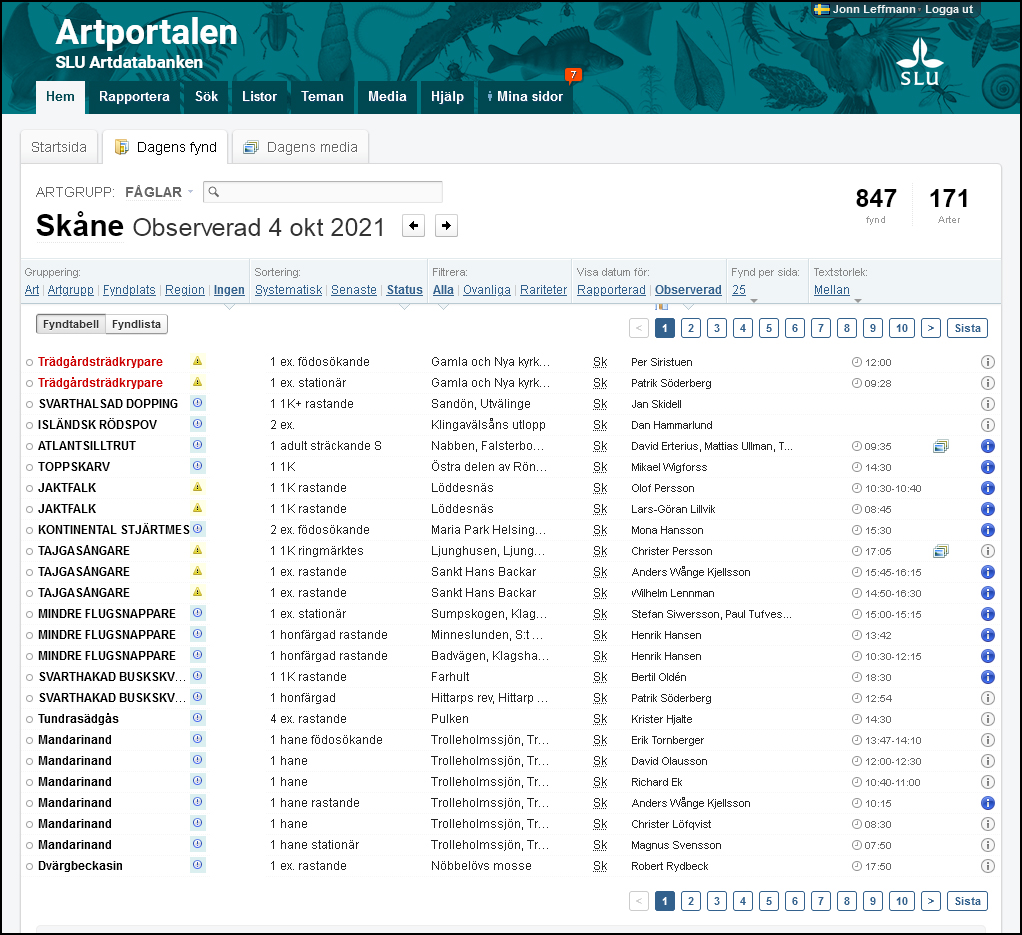
Rapporter till Artportalen 4 okt 2021 i Skåne

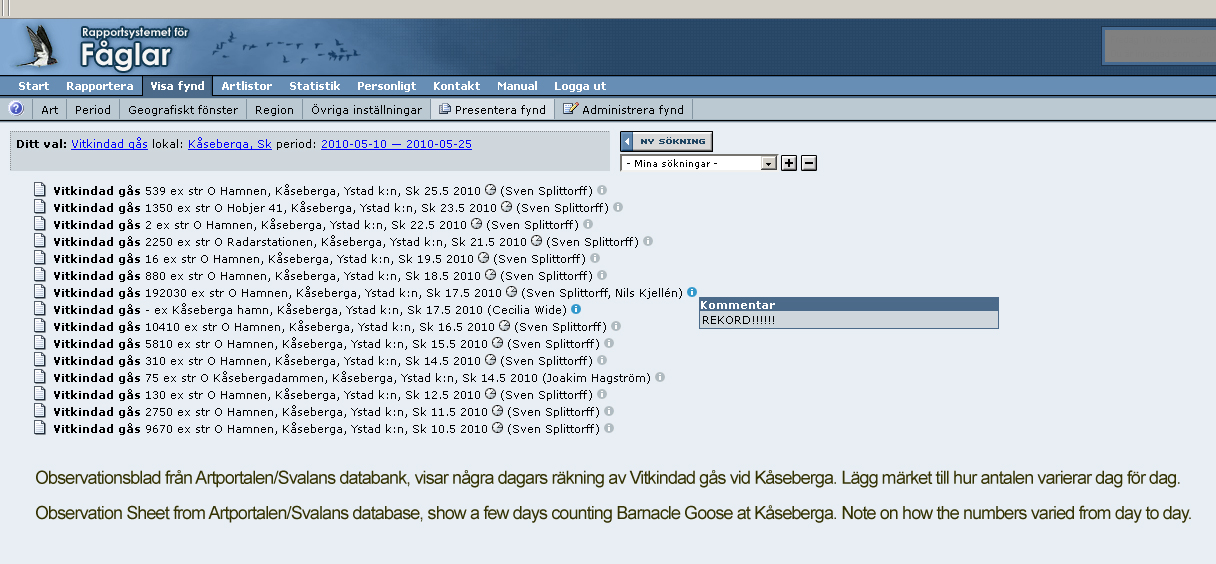
Observationsblad i Svalan med bland annat rekordräkningen 17 maj 2010.

Längs den svenska kusten bedrivs det periodvis sträckräkning av flyttande fåglar vid många fågellokaler. Bland dessa kan nämnas Landsort, Revsudden och Stora Rör i Kalmarsund, Ölands södra udde, Torhamns udde, Sandhammaren, Kåseberga, Världens ände/Ystad, Abbekås, Stavstens udde/Trelleborg, Falsterbonäset, Kullen och Nidingen.
Ölands södra udde är en av Sveriges bästa sträcklokaler och vid Ottenby fågelstation, som grundades 1946 av Sveriges Ornitologiska Förening, har man sedan dess oavbrutet bedrivit olika former av fågelforskning.
Sträckräkning har bedrivits vid Nabben på Falsterbonäset i olika perioder sedan Gustaf Rudebecks pionjärstudier i början av 1940-talet. Den nuvarande serien har pågått oavbruten sedan hösten 1973 och ingår sedan 1978 i Naturvårdsverkets övervakning av populationsförändringar hos fåglar och är en del i Naturvårdsverkets miljöövervakningsarbete. Falsterbo fågelstation grundades 1955 av Skånes Ornitologiska Förening.
I Sverige rapporteras sträckräkningssummor dagligen till Artportalen/Svalan och arkiveras i SLUs databas.
En sträckräkning i Kåseberga den 17 maj 2010 visar hur stort antal det kan vara av en art som flyttar förbi. Kl 04:40-13:00 räknade ornitologerna Sven Splittorff och Nils Kjellén in 192 030 ex vitkindade gäss sträckande mot öster. Detta är inte ett exakt antal, utan summan av alla delantal (beräknade och exakta) efter åtta timmars räkning, det faktiska antalet borde rimligen varit klart över 200 000 ex.